# Donji Dragičevci
Donji Dragičevci is een plaats in de gemeente Čazma in de Kroatische provincie Bjelovar-Bilogora. De plaats telt 53 inwoners (2001).